# Johanna Lasic
Johanna Mariel Lasić (Buenos Aires, 10 settembre 1985) è una modella argentina, incoronata Miss Argentina 2009 in qualità di Miss Buenos Aires. La Lasic ha battuto le altre ventitré concorrenti del concorso ed il 23 maggio 2009 a Mar del Plata ha ricevuto la corona di prima classificata al concorso, dalle mani di Dayana Mendoza, Miss Universo 2008.
In veste di rappresentante ufficiale dell'Argentina, Johanna Lasic ha preso parte all'edizione del 2009 del concorso internazionale Miss Universo, che si è tenuto a Nassau, nelle Bahamas il 23 agosto 2009, dove però la modella argentina non è riuscita a classificarsi.
Johanna Lasic ha origini croate, spagnole, italiane, francesi, tedesche e siriane.